# Helen Fernández
Helen Fernández es una política venezolana, exalcaldesa mayor (encargada) del distrito metropolitano de Caracas. También se ha desempeñado como directora general de la alcaldía y ocupó diversos cargos en la administración del Alcalde Mayor Antonio Ledezma.

## Carrera
Fue juramentada Alcaldesa Mayor, de forma temporal tras la solicitud de arresto por parte de la Físcalia de Venezuela del hasta ese momento alcalde Antonio Ledezma.
La alcaldesa al momento de asumir el cargo y ser designada por el Cabildo Metropolitano de Caracas dijo que lo hacía para dar continuidad a la gestión de Ledezma y con la esperanza de que él recuperara el cargo para el que fue elegido.
El 22 de enero del 2024 es juramentada Directora del Comando Con Venezuela en Caracas.